# Mohamed Aoudou
Mohamed Aoudou Golanne (ur. 30 listopada 1989 w Aplahoué) – piłkarz beniński grający na pozycji napastnika.

## Kariera klubowa
Karierę piłkarską Aoudou rozpoczął w klubie Dadjè FC z miasta Aplahoué. Następnie w latach 2007–2009 grał w Mambas Noirs FC. Był też zawodnikiem chorwackiej drużyny NK Istra 1961 z 1. HNL. W styczniu 2010 roku został piłkarzem Evian Thonon Gaillard FC, grającego we francuskiej trzeciej lidze. Występował tam wraz z rodakiem Djimanem Koukou. W połowie 2010 roku wrócił do Beninu, gdzie został graczem klubu Tonnerre d’Abomey FC. Potem kolejno występował w: CODM Meknès, JS Saoura, CR Belouizdad, Al-Shorta Bagdad, Al-Nahda Club i Mosta FC.

## Kariera reprezentacyjna
W reprezentacji Beninu Aoudou zadebiutował w 2009 roku. W 2010 roku był rezerwowym zawodnikiem w Pucharze Narodów Afryki. Od 2009 do 2016 wystąpił w kadrze narodowej 16 razy i strzelił 2 gole.